# High 'N' Dry
High 'N' Dry är ett album av Def Leppard släppt 1981.

## Låtlista
1. Let it Go
2. Another Hit and Run
3. High 'N' Dry (Saturday Night)
4. Bringin' on the Heartbreak
5. Switch 625
6. You Got Me Runnin'
7. Lady Strange
8. On Through The Night
9. Mirror, Mirror (Look into My Eyes)
10. No No No
11. Bringin' on the Heartbreak (Remix)
12. Me & My Wine